# Eudidymit
Das Mineral Eudidymit ist ein selten vorkommendes Kettensilikat aus der Mineralklasse der „Silicate und Germanate“. Es kristallisiert im monoklinen Kristallsystem mit der idealisierten chemischen Zusammensetzung Na2Be2Si6O15·H2O, ist also ein wasserhaltiges Natrium-Beryllium-Silikat.
Eudidymit entwickelt häufig tafelige und verzwillingte Kristalle von bis zu einigen Zentimetern Größe, die entweder farblos oder von weißer Farbe sind. Selten finden sich auch graublaue, blaue, violette oder gelbe Eudidymite.
Die Typlokalität des Eudidymits ist eine kleine Pegmatitlinse im südwestlichen Teil der im Langesundsfjord liegenden Insel Lille Arøya (Koordinaten der Insel Lille Arøya) in der Kommune Larvik, Fylke (Provinz) Vestfold in Norwegen.

## Etymologie und Geschichte

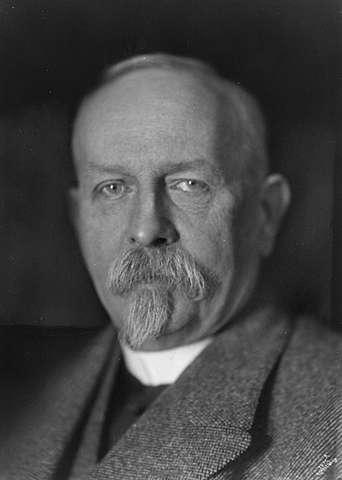
Waldemar Christofer Brøgger – der Erstbeschreiber des Minerals Eudidymit

Im Sommer 1887 wurde dem norwegischen Mineralogen und Geologen Waldemar Christofer Brøgger von zwei ortsansässigen Mineralsammlern ein unbekanntes Mineral aus dem südwestlichen Teil der Insel Lille Arøya im norwegischen Langesundsfjord präsentiert, welches sich bereits bei der ersten Untersuchung als neue Spezies erwies.
Brøgger veröffentlichte im selben Jahr eine vorläufige Beschreibung in der in Christiania (Oslo) erscheinenden Zeitschrift Nyt Magazin for Naturvidenskaberne (deutsch Neues Magazin für die Naturwissenschaften), die ausführliche Beschreibung durch Brøgger erschien erst im Jahre 1890.
Waldemar Brøgger benannte das neue Mineral nach seinem häufigen Auftreten in perfekt ausgebildeten Zwillingen nach den griechischen Worten εὖ eu- für „gut“ und δίδυμος didymos für „Zwilling“ als „Eudidymit“.
Das Typmaterial (Holotyp) für Eudidymit wird unter der Katalognummer 530905 in der Sammlung des Naturhistoriska riksmuseet (wörtlich deutsch Naturhistorisches Reichsmuseum – Schwedisches Museum für Naturgeschichte) in Stockholm in Schweden aufbewahrt.
Da der Eudidymit bereits lange vor der Gründung der International Mineralogical Association (IMA) bekannt und als eigenständige Mineralart anerkannt war, wurde dies von ihrer Commission on New Minerals, Nomenclature and Classification (CNMNC) übernommen und bezeichnet den Eudidymit als sogenanntes „grandfathered“ (G) Mineral. Die ebenfalls von der IMA/CNMNC anerkannte Kurzbezeichnung (auch Mineral-Symbol) von Eudidymit lautet „Edy“.

## Klassifikation
Bereits in der veralteten 8. Auflage der Mineralsystematik nach Strunz gehörte der Eudidymit zur Klasse der „Silikate“ und dort zur Abteilung mit „Übergangsstrukturen zu Schichtsilikaten (Phyllosilikaten)“, wo er mit Epididymit und Litidionit die Eudidymit-Epididymit-Gruppe mit der System-Nr. VIII/D*.02 bildete.
Im zuletzt 2018 überarbeiteten und aktualisierten Lapis-Mineralienverzeichnis nach Stefan Weiß, das sich im Aufbau noch nach dieser alten Form der Systematik von Karl Hugo Strunz richtet, erhielt das Mineral die System- und Mineral-Nr. VIII/G.04-010. In der „Lapis-Systematik“ entspricht dies ebenfalls der Abteilung „Übergangsstrukturen zwischen Ketten- und Schichtsilikaten“. Eudidymit bildet hier zusammen mit Epididymit die ansonsten namenlose Gruppe VIII/G.04.
Die von der International Mineralogical Association (IMA) zuletzt 2009 aktualisierte 9. Auflage der Strunz’schen Mineralsystematik ordnet den Eudidymit in die Abteilung der „Ketten- und Bandsilikate (Inosilikate)“ ein. Diese ist weiter unterteilt nach der Kristallstruktur, so dass das Mineral entsprechend seinem Aufbau in der Unterabteilung „Ketten- und Bandsilikate (Inosilikate) mit 3-periodischen Einfach- und Mehrfachketten“ zu finden ist, wo er als einziges Mitglied die unbenannte Gruppe 9.DG.60 bildet.
Auch die vorwiegend im englischen Sprachraum gebräuchliche Systematik der Minerale nach Dana sortiert den Eudidymit in die Abteilung der Kettensilikate, dort allerdings in die Unterabteilung der „Kettensilikate mit doppelten, unverzweigten Ketten, W=2 mit Ketten P>2“, wo er zusammen mit Chivruaiit, Epididymit, Haineaultit, Xonotlit, Yuksporit und Zorit die Gruppe „P = 3“ mit der Systemnummer 66.03.01 bildet.

## Chemismus
Die erste nasschemische Analyse am Typmaterial stammt von Gustaf Flink und lieferte 72,19 % SiO2; 11,15 % Al2O3; 12,66 % Na2O und 3,84 % H2O (Summe 99,84 %). Das Vorhandensein von Beryllium wurde von Flink offensichtlich nicht erkannt; die entsprechenden Gehalte wurden als Aluminium bzw. Tonerde ausgewiesen. Eine erneute Analyse von Adolf Erik Nordenskiöld ergab 73,11 % SiO2; 10,12 % BeO; 12,65 % Na2O und 3,79 % H2O sowie eine Spur MgO (Summe 99,76 %). Dies entspricht einer vereinfachten Formel von NaHBeSi3O8, welche 73,44 % SiO2; 10,24 % BeO; 12,24 % Na2O und 3,67 % H2O (Summe 100,00 %) erfordert.
Repräsentative Analysen an Eudidymit vom Mount Malosa in Malawi lieferten 11,40 Na2O; 0,49 % K2O; 10,15 % BeO; 0,06 % CaO; 0,11 % Fe2O3; 0,30 % Al2O3; 73,10 % SiO2 und 3,81 % H2O (Summe 99,42 %). Auf der Basis von 15 Sauerstoff-Atomen wurde daraus die empirische Formel (Na1,815K0,051Ca0,005)Σ=1,871Be2,002(Si6,003Al0,029Fe3+0,004)Σ=6,039O15·1,043H2O ermittelt, die zu Na2Be2Si6O15·H2O vereinfacht werden kann. Diese Formel entspricht auch der offiziellen Formel der IMA für Eudidymit. Die gelegentlich noch zu sehende Formel NaBeSi3O7(OH) ist falsch.
Die alleinige Elementkombination Na–Be–Si–O–H, wie sie der offiziellen Formel der IMA für den Eudidymit zu entnehmen ist, weisen unter den derzeit bekannten Mineralen (Stand 2021) nur Epididymit, Na2Be2Si6O15·H2O, und Nabesit, Na2BeSi4O10·4H2O, auf. Chkalovit, Na2BeSi2O6, ist chemisch ähnlich.

## Kristallstruktur

Räumliche Darstellung der Struktur von Eudidymit in kationenzentrierter polyedrischer Darstellung mit Blickrichtung parallel zur b-Achse. Der orangefarbene Umriss zeigt die Einheitszelle.
Farblegende:

Eudidymit kristallisiert monoklin in der Raumgruppe C2/c (Raumgruppen-Nr. 15) mit den Gitterparametern a = 12,6188 Å; b = 7,3781 Å; c = 13,9940 Å und β = 103,762° sowie vier Formeleinheiten pro Elementarzelle.
Die Kristallstruktur von Eudidymit wurde erstmals von Tei-Ichi Itō gelöst und dann von Jen-Ho Fang, Paul D. Robinson und Y. Ohya erneut untersucht. Fang und Kollegen lieferten für den Eudidymit nur Strukturdaten, die auf einer isotropen Verfeinerung beruhen, ohne jegliche Informationen über die Lage der Protonen-Positionen und die Rolle der Wasserstoff-Bindungen. Aus diesem Grund haben Giacomo Diego Gatta und Kollegen die Kristallstruktur und die Kristallchemie von natürlichem Eudidymit bei Umgebungsbedingungen mittels energiedispersiver Röntgenspektroskopie, thermogravimetrischer Analyse,
optischer Emissionsspektrometrie mit induktiv gekoppeltem Plasma und Einkristallneutronenbeugung ein weiteres Mal untersucht.
Die Kristallstruktur von Eudidymit besteht aus unendlichen Ketten von entlang [110] verlaufenden SiO4-Tetraedern, die parallel zu (001) orientierte Schichten bilden. Diese Schichten sind durch kantenverknüpfende Be2O6-Einheiten vernetzt und bilden auf diese Weise ein dreidimensionales Gerüst. Die sehr vollkommene Spaltbarkeit von Eudidymit nach {001} ist hauptsächlich auf die Orientierung der Doppelschichten der SiO4-Einheiten zurückzuführen. Die Na-Position außerhalb des Gerüsts ist sechsfach koordiniert – von sechs Sauerstoffatomen des tetraedrischen Gerüsts und einem Wassermolekül.
Die Verbindung Na2Be2Si6O15·H2O ist dimorph und kristallisiert neben dem monoklinen Eudidymit noch als orthorhombischer Epididymit.

## Eigenschaften

### Morphologie

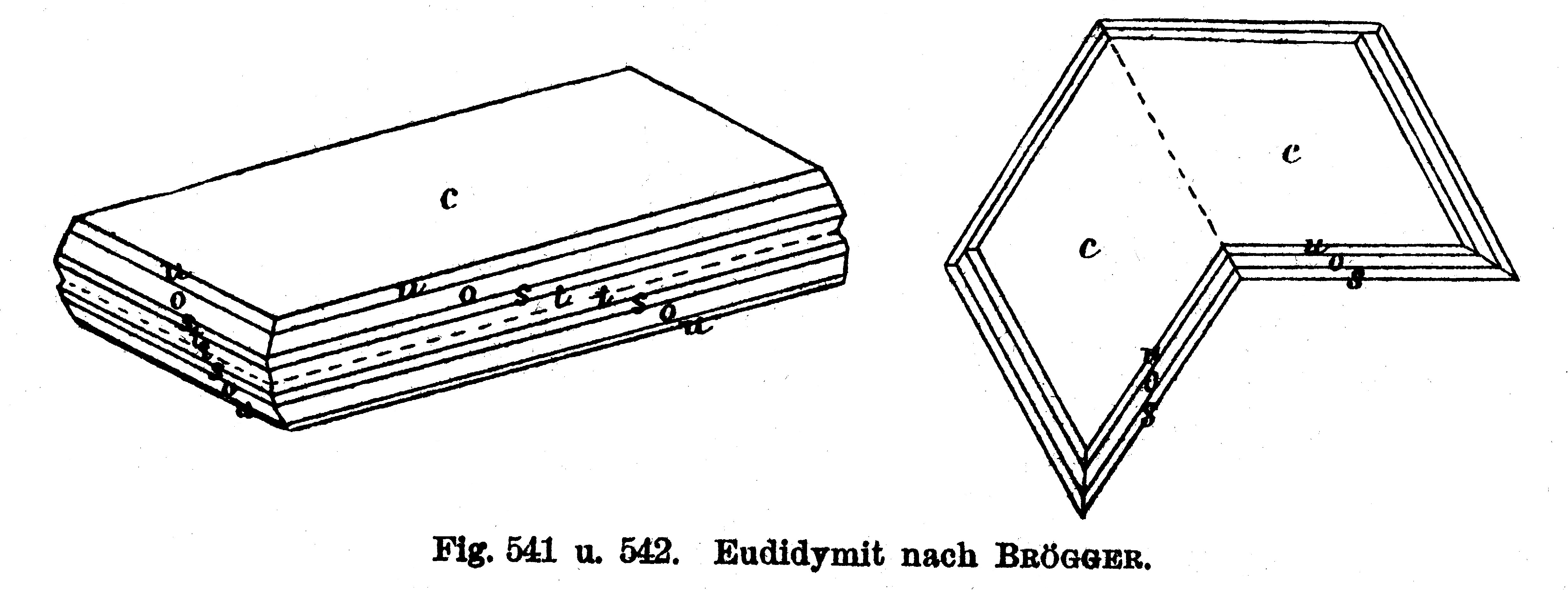
Kristallzwillinge von Eudidymit nach Waldemar Christofer Brøgger

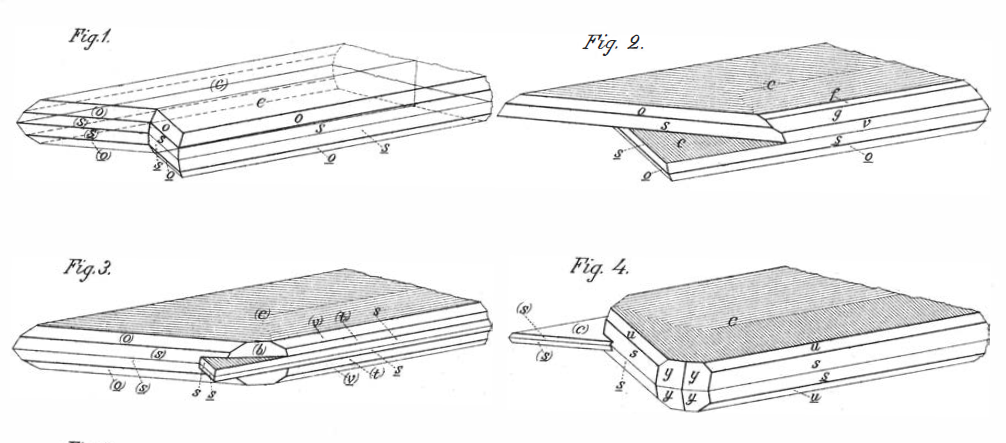
Kristallzwillinge von Eudidymit nach Gustaf Flink

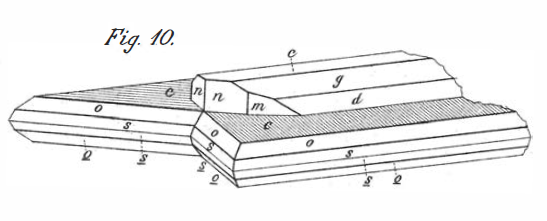
Epitaxie von Epididymit (weiß, oben) auf einem V-förmigen, auf der Basis {001} gestreiften Eudidymit-Kristallzwilling nach Gustaf Flink

Eudidymit bildet nach der Basis {001} tafelige, bis zu 5 cm große Kristalle, für die die Basis c {001} trachtbestimmend ist. Die Tracht wird durch die Flächenformen b {010}, l {310}, d {502}, x {10.0.1}, q {501}, e {0.10.3), o {111}, u {335}, s {552}, v {334} und t {551} vervollständigt. Fraglich sind {112} und {332} sowie andere Pyramiden. Insbesondere an der Typlokalität sind epitaktische Überzüge mit prismatischem Epididymit sehr typisch (vgl. die nebenstehende Kristallzeichnung).
Die Flächen der Basis spiegeln zwar sehr gut, weisen aber parallel ihrer Kombinationskante mit der Pyramidenzone häufig eine feine Streifung auf, wobei diese Streifung auffälligerweise oft nur einseitig, in mehreren Fällen aber auch symmetrisch zu beiden Seiten der Symmetrieebene ausgebildet ist. Auch die Pyramidenflächen sind häufig parallel ihrer basischen Kante fein gestreift. Von den Domen sind {502} und {501} glänzend und gut messbar, {10.0.1} ist dagegen in der Regel ganz matt. Die Flächen von {310} und {0.10.3) sind ebenso wie die der Symmetrieebene {010} zwar sehr glänzend und eben, in der Regel aber so klein, dass sie nur schwer zu messen sind. Beim Eudidymit ist extrem häufig eine Zwillingsbildung nach {001} zu beobachten – und zwar gewöhnlich so, dass zwischen zwei in Zwillingsstellung befindlichen Hauptindividuen noch eine Anzahl dünner Zwillingslamellen eingeschaltet ist. Die Zwillinge weisen oft ein V-förmiger Aussehen („Schwalbenschwanz-Zwillinge“) auf (vgl. die nebenstehenden Kristallzeichnungen), wodurch häufig sternförmige Gruppen und fächerartige Aggregate entstehen können.
Am kanadischen Mont Saint-Hilaire bildet Eudidymit scharfkantige, sehr dünne Lamellen mit dem trachtbestimmenden Basispinakoid {001} sowie dicktafelige Kristalle mit vorherrschenden Prismen {112}, {111}, {111} und {112}. Beide Tracht- bzw. Habitus-Varianten sind ausnahmslos verzwillingt und bilden sternförmige Gruppen (Drillinge) bis zu 2 cm Durchmesser.
Häufig finden sich auch Durchkreuzungszwillinge. Weiter sind oft solche Zwillinge nach einem zweiten Gesetz verbunden: Zwillingsebene ist eine zur Basis senkrechte Fläche der Zone [(001)(111)], Zwillingsachse die in der Basis liegende Normale zur Kante (001)(111); derartige Zwillinge liegen entweder nebeneinander, verwachsen mit der Zwillingsebene (vgl. die nebenstehenden Kristallzeichnung) oder übereinander, mit der Basis oder einer schiefen unregelmäßigen Fläche verwachsen. Sehr häufig ist einem Hauptindividuum (bzw. einem Zwilling des ersten Gesetzes) rechts und links ein Zwillingsindividuum angewachsen, wodurch eine pseudohexagonale Symmetrie vorgetäuscht wird. Auch kommt (durch das optische Verhalten erkennbar) zuweilen eine wirtelförmige Anordnung dünner Lamellen abwechselnd nach dem ersten und zweiten Gesetz vor. Genannt wird auch eine polysynthetische Zwillingsbildung.
Neben Kristallen findet sich Eudidymit auch in sphärolithischen, blumenkohlförmigen Aggregaten mit radialfaseriger Struktur, in Form von glimmerartigen, grobspätigen, feinschuppigen und körnigen Aggregaten sowie massiv.

### Physikalische und chemische Eigenschaften

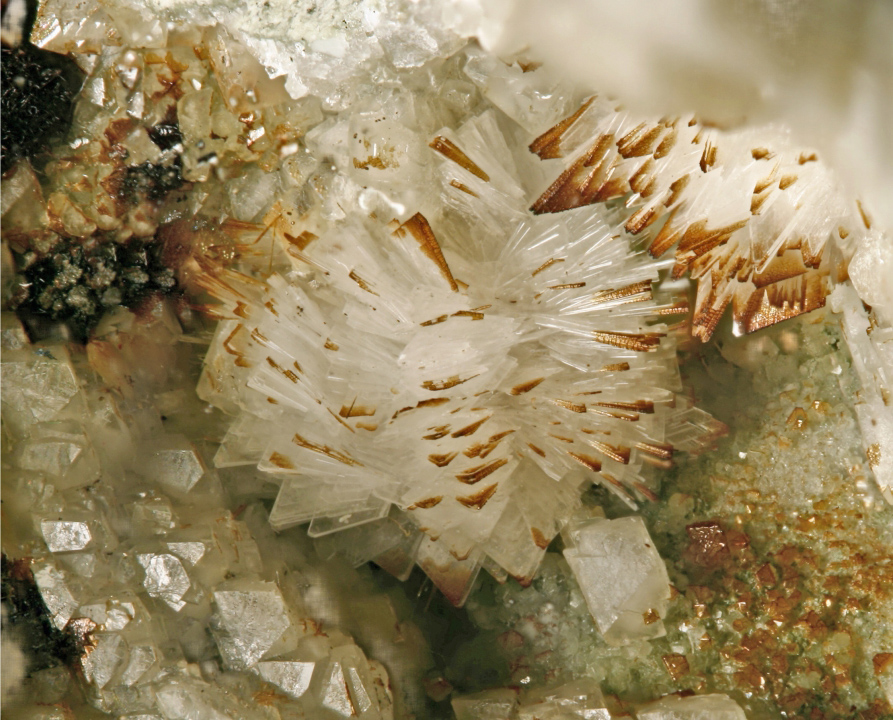
Eudidymit und Dolomit vom Mont Saint-Hilaire, Kanada

Eudidymit-Kristalle sind farblos oder weiß, selten auch gelb, graublau, blau oder sogar violett. Ihre Strichfarbe wird mit weiß angegeben. Die Oberflächen des durchscheinenden, aber oft auch wasserklar-durchsichtigen Eudidymits zeigen einen glasartigen Glanz, auf den Flächen des Basispinakoids hingegen Perlmuttglanz. Bruchflächen der Zone [(001):(111)] weisen gelegentlich eine faserige Beschaffenheit auf, die einen seidenartigen Glanz verursacht. Eudidymit besitzt eine diesem Glanz entsprechende geringe bis mittlere Lichtbrechung (nα = 1,545; nβ = 1,546; nγ = 1,551) und eine niedrige Doppelbrechung (δ = 0,006). Die Werte nDx = 1,5457; nDy = 1,5461; nDz = 1,5512 für die Lichtbrechung (bei einer Wellenlänge von λ = 589,3 nm) werden für den Eudidymit auch in der Zusammenstellung von Robert Shannon und Kollegen genannt.
Unter dem Polarisationsmikroskop ist der zweiachsig positive Eudidymit im durchfallenden Licht farblos und nicht pleochroitisch.
Die Kristalle des Eudidymits zeigen eine sehr vollkommene Spaltbarkeit nach dem Basispinakoid {001} und zwei weitere vollkommene Spaltbarkeiten nach den Flächen von {551}. Er bricht aufgrund seiner Sprödigkeit aber ähnlich wie Quarz oder Amblygonit, wobei die Bruchflächen muschelig (wie beim Quarz) oder uneben (wie beim Amblygonit) ausgebildet sind. Das Mineral weist eine Mohshärte von 6 auf und gehört damit zu den mittelharten Mineralen, die sich ähnlich gut wie das Referenzmineral Feldspat mit einer Stahlfeile noch ritzen lassen. Die gemessene Dichte für Eudidymit beträgt 2,55 g/cm³, die berechnete Dichte 2,57 g/cm³.

### Chemische Eigenschaften
Vor dem Lötrohr schmilzt Eudidymit leicht zu einem wasserhellen oder weißen Glas. In Säuren ist es nur schwer oder überhaupt nicht löslich, auch nicht die zu einem Glas geschmolzene Substanz. In Flusssäure, HF, löst sich das Mineralpulver jedoch leicht und sehr schnell. Das Wasser entweicht bei Erhitzung über den Bunsenbrenner nur unvollständig, vollständig erst vor dem Gebläse.
Die mit T > 830 °C ungewöhnlich hohe Dehydratationstemperatur für Eudidymit ist erstens auf die besondere Konfiguration des Wassermoleküls zurückzuführen, welches an zwei Na-Positionen gebunden ist, zweitens auf die starken Wasserstoffbrückenbindungen zu den Sauerstoffatomen des Gerüsts, und drittens auf die kleinen „freien Durchmesser“ der Kanäle im tetraedrischen Gerüst, welche die Wanderung der Wassermoleküle zur Kristalloberfläche behindern.

## Bildung und Fundorte

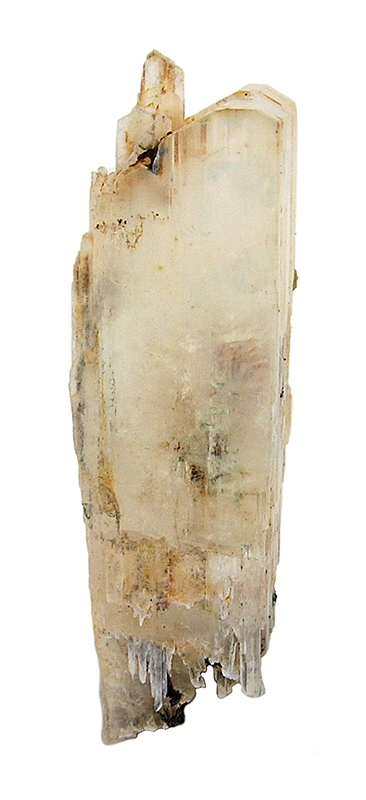
Eudidymit-Kristall vom Mt. Malosa, Malawi (Größe: 3,4 × 1,0 × 1,0 cm)

Eudidymit bildet sich als späte Phase und kristallisiert im hydrothermalen Endstadium der Pegmatitbildung bzw. im Endstadium der Alkali-Metasomatose von Pegmatiten der alkalischen Nephelinsyenite. Er findet sich meist in Form von Kristallen in Hohlräumen im albitisierten Zentralbereich der oben genannten Pegmatite in Vergesellschaftung von Albit, Elpidit, Natrolith, Analcim und Fluorit, die sich während der Umwandlung aus den primären Pegmatitmineralen Nephelin und Mikroklin bildeten.
Weitere Begleitminerale sind Fluorapophyllit-(K), Chiavennit, Tvedalit, Calcit, ein Vertreter der Chloritgruppe sowie Parisit-(Ce), Weibyeit (Pseudomorphosen von Bastnäsit nach Ankylit), Aegirin, Neptunit und Quarz.
Die Typlokalität des Eudidymits ist eine kleine Pegmatitlinse (die so genannte Eudidymit-Lokalität) im südwestlichen Teil der im Langesundsfjord liegenden Insel Lille Arøya (Koordinaten der Insel Lille Arøya) in der Kommune Larvik, Fylke Vestfold in Norwegen. Dieser kleine Gang erstreckte sich nur wenige Meter bei einer geringen Mächtigkeit und wurde deshalb gänzlich ausgebeutet.
Die Art des Vorkommens, die Paragenese und die Sukzession des Eudidymits wurden von Brøgger wie folgt beschrieben:

„Der Eudidymit gehört der Epoche der Zeolithbildung an und muss insofern als ein Glied der Zeolithgruppe betrachtet werden. Der Gang auf der Westseite der kleinen Insel Ober-Arö (»Övre Arö«), auf welchem unser Mineral angetroffen wurde, hatte nur geringe Ausdebnung; an einer Stelle unmittelbar am Meere war die sonst ganz schmale Gangmasse, welche aus Natronfeldspath, Eläolith, schwarzem Glimmer, Aegirin, Astropbyllit, Molybdänglanz, Flusspath etc. bestand, mächtiger und in dieser Erweiterung der Gangmasse waren ziemlich zahlreiche Drusenräume mit einem Lumen von einigen Centimetern bis ein paar Decimetern vorhanden und mit Zeolithen ausgekleidet, welche in folgender Reihenfolge abgesetzt waren: Den ersten sehr reichlichen Absatz bildete Analcim; viele Drusenräume waren vollständig mit diesem Mineral erfüllt. Wenn dies nicht der Fall war, hatte sich auf dem Analcim als zweites Zeolithmineral Eudidymit abgesetzt. In einigen Drusenräumen war dieser die letzte Bildung und wurde dann in frei sitzenden guten Krystallen gefunden, gewöhnlich war aber wieder der Eudidymit selbst von einem dritten, ebenfalls reichlich ausgeschiedenen
Zeolithmineral, von Natrolith, bedeckt. Endlich war stellenweise in geringer Menge als letztes der wasserhaltigen Silicate auch Apophyllit gebildet. Auf den Zeolithen waren schliesslich als noch spätere Bildung theils Kalkspath, theils in kleinen Krystallen auf dem Eudidymit und Analcim sehr spärlich das neue merkwürdige Carbonat Weibyeit […] und Parisit abgesetzt.“

Weltweit konnte Eudidymit bisher (Stand: 2022) an rund 40 Fundorten nachgewiesen werden. Dazu gehören:
- in Norwegen in den Fylkern Vestfold und Telemark:[16]
  - die Eudidymit-Epididymit-Lokalität auf der Insel Vesle Arøya, Eikaholmen, Langesundsfjorden, Kommune Larvik[15]
  - die Insel Langøya, Færder
  - Bratthagen 1 (Straßeneinschnitte in einem Nephelinsyenit-Pegmatit) und der Larvikit-Steinbruch Hedrum, Lågendalen, Hedrum, Larvik
  - der Larvikit-Steinbruch Vardåsen beim Hof Malerød nordwestlich von Larvik
  - der Jahren-Pegmatit im Bereich der Jahrehagen Cottage Grounds und der Jahren feltspatbrudd (Feldspat-Steinbruch in einem großen, in Larvikit sitzenden Syenit-Pegmatit) südwestlich Stavern (Fredriksvern) bei Larvik
  - die im Tvedalen bei Larvik liegenden Larvikit-Steinbrüche Almenningen larvikittbrudd (Treschow-Fritzøe), Heia, Johs Nilsens (Johs. Nilsen Vevja), Norwegian Pearl larvikittbrudd, Østskogen larvikittbrudd, Saga Pearl larvikittbrudd (auch Fugleleikåsen), A/S Granit larvikittbrudd mit den einzelnen Steinbrüchen Tuften 1 und Tuften 2 sowie der Vevja larvikittbrudd
  - die Larvikit-Steinbrüche Saga 1 und Sagåsen am Hügel Sagåsen, Auenlandet bei Porsgrunn
  - bei Straßenbauarbeiten für die E18 in den 1970er Jahren aufgeschlossene Syenitpegmatitgänge auf dem Blåfjell zwischen Kokkersvold und Langangen bei Porsgrunn
  - Syenitpegmatitgänge auf der Insel Risøya („Reisig-Insel“) im Langesundsfjord, Porsgrunn
  - der hydrothermal umgewandelte Pegmatit Brønnebukta und der Nephelinsyenitpegmatit Tangane, beide auf der Insel Siktesøya im Langesundsfjord bei Porsgrunn
  - das in einem Nephelinsyenitpegmatit angelegte Feldspat-Prospekt Husebyåsen und die Syenitpegmatitgänge Vøra auf der Halbinsel Vesterøya südlich Sandefjord
- die SEE-Lagerstätte Arenópolis, Goiás, Brasilien
- Mann 1 (Letitia Lake), Mann 2 (Ten Mile Lake) und das Two Tom Lake Prospect, alle im Alkaligesteinskomplex Seal Lake (Letitia Lake), Labrador, Neufundland und Labrador, Kanada
- der Poudrette Quarry im Mont-Saint-Hilaire-Komplex, Regionale Grafschaftsgemeinde La Vallée-du-Richelieu, Montérégie, Québec, Kanada
- die Pegmatite Věžná I und Věžná II bei Věžná, Okres Pelhřimov, Distrikt Žďár nad Sázavou, Region Hochland, Tschechien
- der Nephelinsyenit-Pegmatit Narssârssuk auf dem gleichnamigen Plateau bei der Siedlung, Igaliku, Distrikt Narsaq in der Kommune Kujalleq, Grönland
- der Alkaligesteinskomplex Ilímaussaq, insbesondere der Tasseq Slope, Kommune Kujalleq, Grönland
- der Mount Malosa bei Zomba, Southern Region in Malawi
- der 40 km nordnordwestlich von Peschawar bei Hameed Abad Kafoor Dheri liegende Zagi Mountain (Shinwaro), Khyber Pakhtunkhwa (ehemals North-West Frontier Province), Pakistan
- sowie in Russland
  - die Beryllium-Lagerstätte Ermakowskoe (russisch Ермаковское флюорит-бериллиевое месторождение), Kischinginski Rajon, Burjatien, Föderationskreis Ferner Osten
  - das ca. 100 km nordöstlich der Nordspitze des Baikalsees liegende Alkaligesteinsmassiv Burpala (russisch Бурпала массив) am Fluss Maigunda im Becken der Mama, Burjatien, Ferner Osten, Russland
  - der Hilairit-Pegmatit (russisch Илеритовый пегматит), eine 10 × 1 m große Pegmatitlinse auf dem 252-m-Niveau der Lagerstätte Kirow (russisch Кировский рудник) am Berg Kukiswumtschorr in den Chibinen, Oblast Murmansk auf der Halbinsel Kola
  - der 1938 entdeckte Pegmatit No. 61, ein Natrolith-Stock, im nordöstlichen Bereich des Berges Karnassurt (russisch гора Карнасурт) in 800 m Entfernung vom zweiten östlichen Bach, Lowozero-Tundren im Rajon Lowozero in der Oblast Murmansk auf der Halbinsel Kola
  - der Berg Selsurt (russisch рудник Сэлсурт), bekannt auch als Berg Flora (russisch гора Флора), Lowozero-Tundren im Rajon Lowozero in der Oblast Murmansk auf der Halbinsel Kola
  - der Berg Sengistschorr (russisch Сенгисчорр), Lowozero-Tundren im Rajon Lowozero in der Oblast Murmansk auf der Halbinsel Kola

## Verwendung
Mit einem BeO-Gehalt von ca. 10 Gew.-% wäre Eudidymit ein relativ reiches Beryllium-Erz, ist aber aufgrund seiner Seltenheit ökonomisch praktisch bedeutungslos. Infolge seiner großen und gut ausgebildeten Kristalle ist er jedoch ein bei Sammlern geschätztes und begehrtes Mineral.